# Nyasasaurus
Nyasasaurus é um gênero fóssil de réptil do clado Dinosauriformes. Ah uma única espécie descrita para o gênero Nyasasaurus parringtoni. Seus restos fósseis foram encontrados na  Tanzânia, e datam do Triássico Médio.